# Jean-François Heymans
Jean-François Heymans, o Jan Frans Heymans (Gooik, 25 dicembre 1859 – Middelkerke, 10 aprile 1932), è stato un farmacologo e fisiologo belga.

## Biografia
Conseguì la sua formazione presso l'Università di Lovanio, dove conseguì il dottorato in scienze naturali (1884) e medicina (1887). Dal 1884 al 1887 lavorò come préparateur nel laboratorio di fisiologia sotto Ernest Masoin. In seguito, viaggiò a Berlino, dove trascorse tre anni come assistente di Emil Heinrich Du Bois-Reymond. Nel 1891 fu nominato professore di farmacodinamica e terapia generale presso l'Università di Gand, dove fondò un laboratorio per la farmacologia sperimentale e terapia.
La sua ricerca ha incluso studi sulla fibra nervosa mielinizzata e non mielinica, sul sistema nervoso dell'anfioxus, sulle terminazioni nervose delle sanguisughe, per citarne alcuni.
Con il neurofisiologo tedesco Johannes Gad, pubblicò un libro di testo sulla fisiologia intitolato Kurzes Lehrbuch der Physiologie des Menschen. Inoltre, tradusse in francese, il manuale di dietologia di Ewald e Munk come "Alimentation de l'homme normal et de l'homme malade, traité de diététique a l'usage des médecins". Nel 1895, con il fisiologo francese Eugène Gley, fondò la rivista Archives Internationales de Pharmacodynamie et de Thérapie.